# Merritt Ruhlen

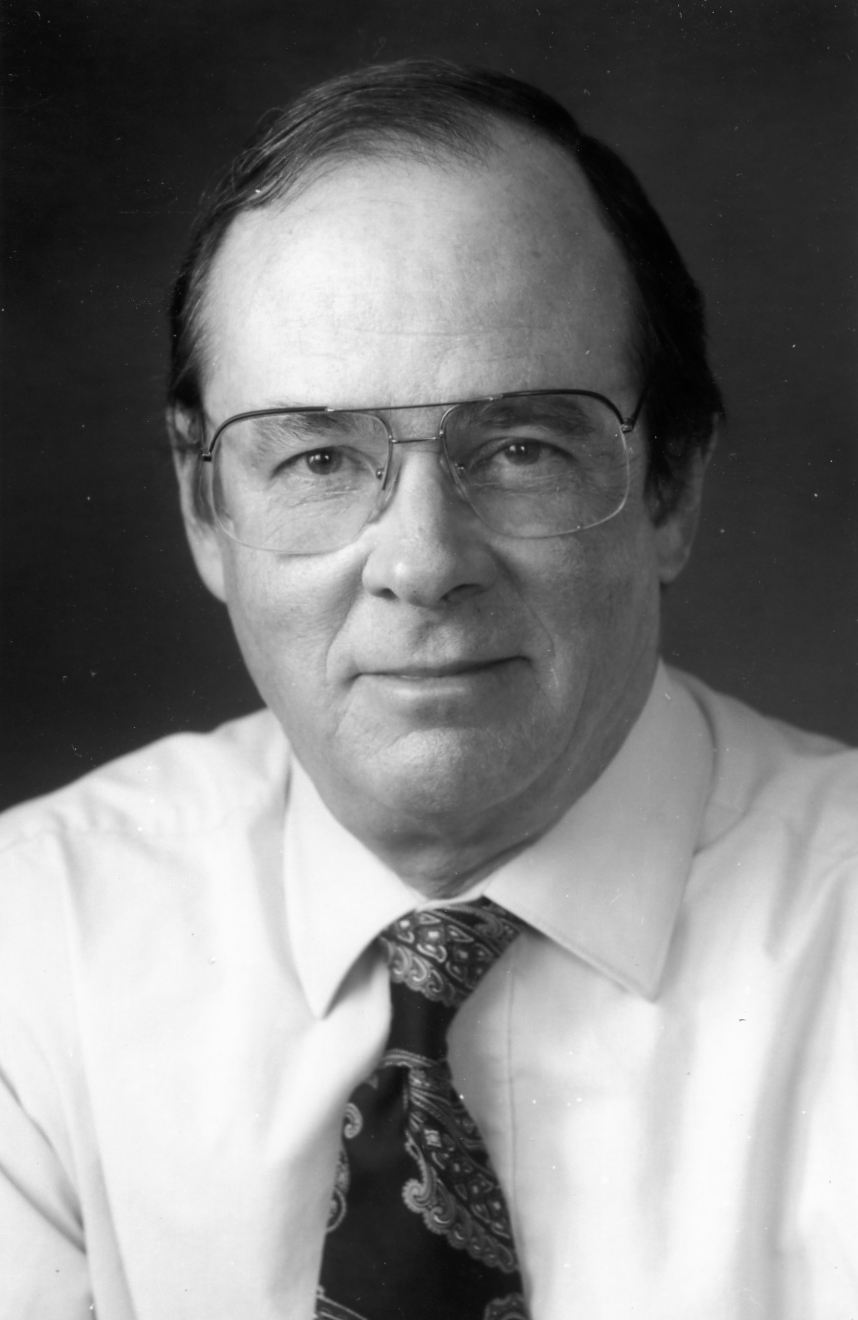
Merritt Ruhlen

Merritt Ruhlen (* 10. Mai 1944 in Washington, D.C.; † 29. Januar 2021 in Palo Alto) war ein US-amerikanischer Linguist. Der Schwerpunkt seiner Arbeit war die Klassifikation von Sprachen weltweit und die Evolution des Menschen im Lichte seiner Sprachfähigkeit.

## Laufbahn
Ruhlen studierte an den Universitäten von Paris, Illinois und Bukarest. Er wurde 1973 an der Universität Stanford mit einer Dissertation über die generative Analyse der rumänischen Morphologie promoviert. Danach war er mehrere Jahre in Stanford als Assistent von Joseph Greenberg tätig. Seit 1994 war er Dozent für Anthropologie und Humanbiologie in Stanford und zusammen mit Murray Gell-Mann und Sergei Anatoljewitsch Starostin Direktor des Santa Fe Programms Evolution der menschlichen Sprache. Er war Gastprofessor an der Universität Hongkong. Über 35 Jahre arbeitete er eng mit seinem 2001 verstorbenen Mentor Joseph Greenberg zusammen.

## Arbeitsgebiete
Merritt Ruhlen war ein Vorkämpfer für interdisziplinäre Methoden, die die Ergebnisse der historischen Linguistik mit der Humangenetik und Archäologie kombinieren. Dies führte ihn zu intensiver Zusammenarbeit mit dem Genetiker Luigi Luca Cavalli-Sforza und dem Archäologen Colin Renfrew. Als einer der Hauptvertreter der taxonomischen Techniken Joseph Greenbergs wurde er einer der wichtigsten Unterstützer der Amerind-Hypothese. In Nepal beteiligte er sich an der Erforschung der isolierten Sprache Kusunda, die er derselben alten Sprachschicht zuordnet, zu der auch das Nahali und die sogenannten indopazifischen Sprachen gehören. Er untersuchte die Verwandtschaft des Jenisseischen mit den nordamerikanischen Na-Dené-Sprachen, die für die dene-kaukasische Makrofamilie von zentraler Bedeutung ist. Ein weiteres spezielles Interesse Ruhlens sind globale Etymologien (Wortgleichungen), die letztendlich die Monogenese aller Sprachen belegen sollen.
Insbesondere die Möglichkeit der Etablierung gültiger globaler Etymologien wird von der überwältigenden Mehrheit der vergleichenden Sprachforscher skeptisch bewertet, da sie nicht empirisch nachweisbar sind und nur spekulativ erschlossen werden können. Ruhlen und Bengtson schreiben in ihrem Artikel Global Etymologies (1994):

„In the long run we expect the evidence for monogenesis of extant languages to become so compelling that the question will not be, wether all the world's languages are related, but why it took the linguistic community so long to recognize this obvious fact.“

„In Zukunft werden - davon gehen wir aus - die Beweise für die Monogenese aller  existierender Sprachen so zwingend sein, dass die Frage nicht sein wird, ob alle Sprachen der Welt verwandt sind, sondern warum die Sprachwissenschaft so lange brauchte, diese offensichtliche Tatsache zu erkennen.“

## Schriften
- A Guide to the World's Languages. 1987. Edward Arnold, London, Melbourne, Auckland 1991.
- On the Origin of Languages: Studies in Linguistic Taxonomy. Stanford University Press, 1994.
- The Origin of Language. Tracing the Evolution of the Mother Tongue. John Wiley, New York 1994.

Eine Liste weiterer Publikationen ist auf der Website von Merritt Ruhlen verfügbar.